# Ландо Норис
Ландо Норис (на английски: Lando Norris) е автомобилен състезател с британско-белгийско гражданство. Състезава се във Формула 1 за Макларън под британския флаг.

## Биография
Ландо Норис е роден на 13 ноември 1999 г. в Бристъл, Англия. Баща му Адам Норис е един от най-богатите хора в региона и 501-вия най-богат човек в страната към 2018 г. Майка му е белгийка, от региона на Фландрия, и Норис има двойно гражданство, британско и белгийско.
Ландо Норис има по-голям брат и две по-малки сестри. 
През 2014 г., когато е едва на 14, Норис става най-младият световен шампион по картинг. В следващите години печели почти всички класове, в които участва: британската Формула 4 през 2014, Състезателните серии на Тойота през 2014, европейската купа Формула Рено 2.0 и Северноевропейската Формула Рено през 2016, както и европейското първенство за Формула 3 на ФИА за 2017 г. Едва на 17 години англичанинът официално става тестови и резервен пилот на Макларън за сезон 2018.
Норис напуска училище, за да се съсредоточи върху автомобилния спорт, и продължава обучението си с частен учител. 
В последния шампионат той се налага над Мик Шумахер, синът на легендата Михаел, както и над вицешампиона от година по-рано Максимилиан Гюнтер. За сравнение: през 2016 година Формула 3 печели Ланс Строл, който кара във Формула 1 за Уилямс.
Норис взима участие в тестовете на Макларън в Унгария, където дава второто най-добро време за него, само на две десети по-бавно от това на Фетел.
„Ландо е изключителен талант. В последно време той показа, че без съмнение си е заслужил реномето на един от най-добрите пилоти в бъдеще“, споделя шефът на Макларън Зак Браун.
През 2022 г. Норис се мести да живее в Монако по финансови причини.